# Adam Stivín
Adam Stivín (* 18. ledna 1977 Praha) je český hudebník hrající na basovou kytaru.

## Rodina a činnost
Narodil se do umělecké rodiny, jeho otcem je hudebník, flétnista a skladatel Jiří Stivín a sestrou herečka Zuzana Stivínová. https://www.csfd.cz/tvurce/1335-zuzana-stivinova/prehled/
Druhá sestra je flétnistka Markéta Stivínová a jeho bratr je bubeník Jiří Stivín ml. https://goout.net/en/jiri-stivin-jr/pzeyyqf/
Jeho matka se jmenovala Jitka Stivínová roz. Tieftrunková (1946 - 2018) a za mlada byla zpěvačka.
Ve své kariéře hrál s kapelami Chinaski (1997 - 2000), Gaia Mesiah (kolem roku 2000), Gang Ala Basta (kolem roku 2003) https://www.casopismuzikus.cz/clanky/gang-ala-basta-na-albu, Precedens (kolem roku 2007) https://www.youtube.com/watch?v=A7hLOgvmt4M, ve stejném roce hrál také s kapelou Kateřina Garcia, se kterou nahrál dvě alba. Dále byl součástí Navigators (kolem roku 2010) https://www.youtube.com/watch?v=x6xtDqVX9Ic&list=RDx6xtDqVX9Ic&start_radio=1, Leaders Kamila Střihavky (kolem roku 2012) https://www.youtube.com/watch?v=N67atfKtfks&list=RDN67atfKtfks&start_radio=1, Mig 21 (2013 - 2020) a Metallica revival Beroun (2021 - současnost) https://www.metallicaberoun.cz/.
Své hudební umění studoval, mimo jiné, na Letní jazzové dílně, která probíhá ve Frýdlantě na severu Libereckého kraje. Dále v Rockové škole Mlejn a také na VOŠ Jaroslava Ježka.
Závodil úspěšně na motokárách Český pohár Honda GX390 kde dosáhl několika pódiových umístění.
Dále na hobby úrovni hraje kulečník pool biliard za team Harlequin Praha https://vysledky.cmbs.cz/.